# Присъединяване на България към НАТО
Република България е член на НАТО от 29 март 2004 г. Това членство е резултат от 15-годишна дейност със следната хронология.

## Предистория
Членството на България в НАТО се поставя за първи път като политически въпрос на 23 юни 1990 г., когато Соломон Паси внася в парламента предложение за присъединяване към Северноатлантическия договор.
След по-малко от месец – на 13 юли 1990 г., с Декларация на Министерството на външните работи Република България приема поканата за установяване на редовни дипломатически връзки с НАТО, отправена в Лондонската декларация на държавните и правителствени ръководители на Алианса от 6 юли 1990 г.

## Първи дипломатически стъпки
През август 1990 г. посланикът на Република България в Кралство Белгия г-жа Леа Коен получава правомощия да поддържа дипломатическите връзки с НАТО. На 15 ноември 1990 г. се състои първото посещение на български външен министър – Любен Гоцев, в Главната квартира на НАТО.
На 4 април 1991 г. в България се основава Атлантическият клуб. Това е първата неправителствена атлантическа асоциация в страна, която не членува в НАТО. От октомври 1992 г. Атлантическият клуб е асоцииран с Асоциацията на Атлантическия договор, първоначално като наблюдател, а след това с пълноправен статут.
На 30 април 1991 г. става второто посещение на български министър-председател (Димитър Попов) в Главната квартира на НАТО. През същата година (12-14 юни 1991 г.) се състои и първото посещение в България на Генерален секретар на НАТО – Манфред Вьорнер. На 14 ноември 1991 г. е първото посещение на президент на Република България (д-р Желю Желев) в НАТО за участие в среща със Северноатлантическия съвет.

## Първоначални спогодби
На 14 февруари 1994 г. българският президент Желю Желев подписва Рамковия документ, с който България се присъединява към програмата „Партньорство за мир“. 2 седмици по-късно (28 ноември 1994 г.) заместник-министърът на външните работи Тодор Чуров участва в заседание на Съвета на НАТО с България, на което обявява, че България приема първата Индивидуална програма за партньорство между България и НАТО.
На 16 октомври 1995 г. България се присъединява към Споразумението между страните – членки на НАТО и страните – участнички в „Партньорство за мир“ по статута на техните въоръжени сили, което регулира правния статут на силите, участващи в дейности по партньорството на чужда територия.
На 2 февруари 1996 г. България пристъпва към засилен индивидуален диалог с НАТО. На 10 април 1996 г. България представя в НАТО Документ за обсъждане (Discussion Paper) в рамките на Засиления диалог на НАТО със заинтересовани страни партньори по въпроси на членството. През периода май 1996 г. – април 1997 г. са осъществени 5 кръга от индивидуални разговори между България и НАТО в рамките на Засиления диалог по въпроси на членството.

## Обществен отзвук
На 29 януари 1997 г. посещение в Главната квартира на НАТО в Брюксел прави новоизбрания президент на Република България Петър Стоянов, който изразява пред Северноатлантическия съвет категоричната позиция за пълноправно членство на страната в Северноатлантическия съюз, получила широка обществена подкрепа на президентските избори. На 17 март 1997 г. Правителството приема Национална програма за подготовка и присъединяване на България към Северноатлантическия съюз. Министерският съвет приема постановление, с което се създава правителствен орган за координация на усилията за подготовка и присъединяване към НАТО – Междуведомствен комитет за интегриране в НАТО. Комитетът се ръководи от министъра на външните работи и министъра на отбраната и включва началника на Генералния щаб на Българската армия и заместник-министри от всички заинтересовани министерства.
На 8 май 1997 г. Народното събрание приема Декларация за национално съгласие, която определя присъединяването на България към НАТО като основен национален приоритет. В края на годината (4 декември 1997) Правителството приема Решение за откриване на постоянна дипломатическа мисия на България към НАТО и Западноевропейския съюз в Брюксел. Първият ръководител на мисията връчва акредитивните си писма на 18 март 1998 г.

## Войната в Югославия
На 23 октомври 1998 г. XXXVIII народно събрание приема Декларация по Косово, с която се изразява одобрение за действията на правителството в подкрепа на усилията на НАТО в Косово, както и за задълбочаването на сътрудничеството със Съюза в рамките на перспективата за членство. На 25 март 1999 г. Народното събрание приема нова декларация – относно изострянето на кризата в Косово, в която се подчертава стратегическия избор на България за пълноправно членство в НАТО, посочва се, че страната няма да участва пряко или косвено във военни действия в Съюзна република Югославия, и се изразява солидарност с евро-атлантическата общност.
На 24 април 1999 г. българска делегация, ръководена от президента на Република България Петър Стоянов, участва в Срещата на НАТО на най-високо равнище във Вашингтон. На България и останалите страни кандидати е предложен План на действие за членство в НАТО (Membership Action Plan) и е обявена Инициативата на НАТО за Югоизточна Европа (South East Europe Initiative).
На 28 април 1999 г. България и НАТО сключват споразумение за транзитно преминаване през въздушното пространство на страната на въздухоплавателни средства на НАТО в рамките на операция „Съюзна сила“, която се състои в нанасяне на въздушни удари срещу Съюзна република Югославия с цел прекратяване действията на сръбските въоръжени сили срещу етническите албанци, живеещи в областта Косово от Република Сърбия. Няколко месеца по-късно – на 21 юни 1999 г. България и НАТО сключват „Споразумение за транзитно преминаване през територията на България“ в рамките на операция „Joint Guardian“, чиято цел е осигуряване сигурността на албанското население в Косово и поддържане на етническия мир в областта след приключването на операция „Съюзна сила“.

## Страна-кандидат
През май 2000 г. България се включва в създаването на Вилнюската група като процес на политическа солидарност и сътрудничество между страните-кандидатки за членство в НАТО.
През октомври 2000 г. България е домакин на работна среща на министрите на отбраната на страните кандидатки, в която участва и генералният секретар на НАТО лорд Робъртсън, а през октомври 2001 г. София е домакин на срещата на президентите на тези страни.
В рамките на международната конференция „НАТО – следващите 50 години. Сътрудничество за стабилност и сигурност в Югоизточна Европа“, която се провежда на 18 април 2002 г. в Атина, министрите на отбраната на България, Гърция, Румъния и Турция правят съвместно изявление относно единната позиция на 4-те държави, че чрез приемането на България и Румъния в НАТО ще бъде реализирана историческата възможност за укрепване на Южния фланг на Алианса, географски баланс и укрепване на евро-атлантическата сигурност и стабилност.
На заседанието на Северноатлантическия съвет на равнище държавни и правителствени ръководители в Прага на 21 ноември 2002 г. е взето решение България, заедно с други 6 страни кандидатки (Естония, Латвия, Литва, Румъния, Словакия и Словения), да бъде поканена да започне разговори за присъединяване към Северноатлантическия съюз.
Разговорите с България са осъществени в 2 кръга, съответно на 10 януари и 10 февруари 2003 г. Ръководител на българската делегация е заместник-министърът на външните работи Любомир Иванов, на делегацията на НАТО – помощник-генералният секретар по политически въпроси посланик Гюнтер Алтенбург. Първият кръг е посветен на политически, икономически и отбранителни/военни въпроси, а вторият – на ресурсни/бюджетни въпроси, правни въпроси и въпроси, свързани със сигурността и защитата на информацията.
На 18 юни 2003 г. Съветът на НАТО констатира, че България и останалите 6 поканени страни са постигнали критериите за сигурност и защита на класифицирана информация на НАТО, и взема решение за отварянето на почти всички комитети и други работни органи на НАТО за участие на 7-те страни със статут на наблюдатели. Изключение правят заседанията по линия на Съвета НАТО-Русия (поради отсъствие на съгласие от страна на Русия), съвместните заседания във формат НАТО-ЕС (по процедурни трудности) и заседания на органи, формиращи ядрената политика и стратегия на НАТО (поради необходимостта участващите в тези заседания държави да бъдат страни по съответни споразумения, което е възможно единствено след присъединяване към Вашингтонския договор).
На 26 март 2003 г. на извънредно заседание на Северноатлантическия съвет в Брюксел постоянните представители на деветнадесетте страни – членки на НАТО подписват протоколите към Северноатлантическия договор за присъединяване на България, Естония, Латвия, Литва, Румъния, Словакия и Словения в присъствието на министър Соломон Паси и външните министри на другите поканени страни.
На 29 май 2003 г. Народното събрание приема решение за участие на България в Многонационалните съвместни оперативни сили в Ирак. През август същата година български пехотен батальон от 480 военнослужещи се разполага в Кербала, Ирак в рамките на полската зона на командване.
На 18 март 2004 г. Народното събрание на Република България ратифицира Северноатлантическия договор, подписан за първи път от страните-основатели на пакта на 4 април 1949 г. във Вашингтон, а на 29 март 2004 г. документите по присъединяването към Северноатлантическия договор на седемте нови страни (България, Естония, Латвия, Литва, Словакия, Словения и Румъния) са депозирани във Вашингтон. Последната дата се счита за дата на приемане на България в НАТО.